# Peribatodes obsoletaria
Peribatodes obsoletaria là một loài bướm đêm trong họ Geometridae.